# Stachlerkopf
Il Stachlerkopf con 2.071 m s.l.m. è una montagna della Catena del Reticone nelle Alpi Retiche occidentali. Si trova nel comune di Schaan.